# Flying-Tiger-Line-Flug 7815/13
Am 16. März 1962 verschwand eine Lockheed L-1049H Super Constellation mit 107 Personen an Bord auf dem Flying-Tiger-Line-Flug 7815/13 (auch bezeichnet als MATS-Flug 739/14) im Pazifischen Ozean zwischen Guam und den Philippinen. Trotz einer umfangreichen Suche wurden weder Trümmerteile noch sonstige Spuren des Flugzeugs oder seiner Insassen gefunden. Die Unfallursache blieb ungeklärt.

## Flugverlauf
Die Lockheed L-1049 (Kennzeichen: N6921C) der Flying Tiger Line führte einen militärischen Charterflug im Auftrag des Military Air Transport Service (MATS) von der Travis Air Force Base in Kalifornien nach Saigon in Südvietnam aus. In Honolulu, Wake, Guam und auf der Clark Air Base (Philippinen) waren planmäßige Zwischenlandungen vorgesehen. Die Flying Tiger Line verwendete die zivile Flugnummer 7815/13 für diesen Charterdienst, während der MATS ihn als Flug 739/14 bezeichnete. Die Maschine beförderte 93 Elektronik- und Kommunikationsspezialisten der US-Streitkräfte sowie drei Soldaten der südvietnamesischen Armee. Offiziell waren keine Waffen oder sonstige Rüstungsgüter an Bord. Die Besatzung bestand aus drei Piloten, zwei Flugingenieuren, zwei Bordnavigatoren und vier Flugbegleiterinnen. Das Kabinenpersonal wechselte beim Zwischenstopp in Wake.
Das aus Wake kommende Flugzeug traf am 15. März um 21:14 Uhr Ortszeit (11:14 GMT) auf der Agana Naval Air Station in Guam ein. Die Maschine wurde aufgetankt und startete um 22:57 Uhr Ortszeit (12:57 GMT) zum Weiterflug zur Clark Air Base, die rund 80 Kilometer nordwestlich der philippinischen Hauptstadt Manila lag. Die Flugdauer auf dieser Etappe war mit sechs Stunden und neunzehn Minuten kalkuliert worden. Die mitgeführten Treibstoffvorräte reichten für neun Stunden und dreißig Minuten. 
Die Flugsicherung wies der Maschine zunächst eine Reiseflughöhe von 3.000 Metern (10.000 Fuß) zu. Gegen 23:25 Uhr (13:25 GMT) bat die Besatzung darum, auf knapp 5.500 Meter (18.000 Fuß) steigen zu dürfen. Eine entsprechende Freigabe wurde erteilt. Drei Minuten später gaben die Piloten an, dass sie sich 100 NM (185 Kilometer) westlich von Guam befänden und den Steigflug nach Vorgabe fortsetzten. An dieser Position endete die Radarüberwachung durch die Bodenstation. Um 00:22 Uhr Ortszeit (14:22 GMT) meldete sich die Besatzung erneut. Die Maschine befand sich zu diesem Zeitpunkt etwa 500 Kilometer von Guam entfernt (Position: 13° 40' N 140° 00' E) auf ihrer Reiseflughöhe von 18.000 Fuß. Die nächste Routinemeldung der Piloten, die gegen 01:30 Uhr (15:30 GMT) an der Position 14° 00' N 135° 00' E erwartet wurde, blieb aus.

## Unfalluntersuchung
Fünf Besatzungsmitglieder der S/S T. L. Lenzen, eines in Liberia registrierten Tankers im Besitz der Standard Oil of California, beobachteten gegen 01:30 Uhr Ortszeit (15:30 GMT), circa 1.060 Kilometer westlich von Guam ein Flugzeug, dessen Kondensstreifen deutlich erkennbar waren. Als eine Wolke die Sicht auf die Maschine verdeckte, ereignete sich eine Explosion, die als gleißend hell beschrieben wurde. Ein weiterer Lichtblitz folgte etwa zwei bis drei Sekunden später. Kurz darauf sahen die Seeleute, wie zwei brennende Objekte vom Himmel stürzten. Die beiden Objekte unterschieden sich in ihrer Größe und Helligkeit voneinander sowie in der Geschwindigkeit, mit der sie fielen. Das Objekt, das langsamer abstürzte und heller leuchtete, wurde für etwa zehn Sekunden vom Schiffsradar erfasst. Der Kapitän ließ Kurs zum Aufschlagpunkt setzen, der laut Radarbestimmung rund 30 Kilometer (17 NM) westlich von der Position des Tankers lag. Parallel dazu versuchte er, Kontakt mit den Stationen der US Navy in Guam und Manila aufzunehmen, was aber zunächst nicht gelang. Die Besatzung führte eine fünfeinhalbstündige Suche im betreffenden Seegebiet durch, ohne etwas zu finden. Um 21:05 GMT empfing die US-amerikanische Funkstation Mackay in Manila eine Mitteilung des Schiffes, das im Anschluss seine Reise fortsetzte.
Obwohl die US-amerikanischen Streitkräfte eine umfangreiche Suchaktion mit acht Schiffen und 48 Flugzeugen durchführten, wurden keinerlei Spuren der Maschine oder ihrer Insassen entdeckt. Es schien wahrscheinlich, dass die Besatzung des Tankers tatsächlich die Explosion des Flugzeugs gesehen hatte. Die Position des Schiffes entsprach nahezu der erwarteten Position, welche die Lockheed L-1049 um 01:30 Uhr (15:30 GMT) erreichen sollte. Die Ursache der Explosion blieb offen.